# Resolució 2277 del Consell de Seguretat de les Nacions Unides
La Resolució 2277 del Consell de Seguretat de les Nacions Unides fou adoptada per unanimitat el 30 de març de 2016. El Consell va ampliar un cop més el mandat de la MONUSCO durant un any fins al 31 de març de 2017.

## Contingut
Al febrer de 2013 el govern congolès i els rebels del Congo oriental van signar un acord sobre pau, seguretat i cooperació. El Consell va demanar les parts que mantinguessin les seves promeses i tractessin les causes subjacents del conflicte per posar fi a la violència en curs. Mentrestant, la regió continuava patint una profunda crisi humanitària i de seguretat pels grups armats que hi eren actius.
La preparació de les eleccions presidencials a la República Democràtica del Congo al novembre de 2016 també es va retardar, i els membres de l'oposició van ser arrestats recentment. Unes eleccions pacífiques i justes eren crucials per a l'estabilitat del país.
El mandat de la MONUSCO es va ampliar fins al 31 de març de 2017. També es va mantenir la brigada d'intervenció de l'equip de pau. El nombre de tropes es va mantenir sense canvis malgrat els plans per retirar 2.000 homes. El secretari general havia proposat retirar 1.700 homes, i el govern congolès també n'era favorable. Mentrestant, s'ha planificat retirar gradualment tota la força de pau.